# Андреева, Алла Александровна
Алла Александровна Андреева (девичья фамилия Бружес; по первому мужу Ивашева-Мусатова; (12 (25) февраля 1915 года, Москва — 29 апреля 2005 года, там же) — советская художница, жена Даниила Андреева.
Родилась в Москве в семье физиолога Александра Петровича Бружеса. В 1945 году вышла замуж за Д. Андреева. В 1947 году арестована вместе с ним по обвинению в антисоветской агитации и организации покушения на Сталина. После смерти мужа, в 1959 году, в течение почти 30 лет хранила рукописи его произведений. После начала Перестройки организовала их публикацию, принимала участие в деятельности Фонда «Урания», выступала с чтением его стихов. В 2003 году по её заказу композитор Алексей Курбатов написал музыку к поэме Даниила Андреева «Ленинградский Апокалипсис».
Автор книги воспоминаний, с детских лет до 1997 года.

## Биография

### Детство
1915. Родилась в Москве в семье врача-физиолога. Отец — Александр Петрович Бружес (ум. 1971). Мать — Юлия Гавриловна Никитина (ум. 1962). Брат — Юрий Александрович Бружес (1922—1996).
1922—1929. Учёба в школе для детей учёных.
1929—1934. Работа корректором в издательстве «Техника управления». Знакомство с художниками, первые рисунки.
1935—1938. Учёба в Институте повышения квалификации художников-живописцев.

### С. Н. Ивашов-Мусатов и Д. Андреев
1937. Брак с художником С. Н. Ивашовым-Мусатовым. Знакомство с поэтом Даниилом Андреевым.
1937 (1938 ?). Совместно с мужем написала письмо Сталину в защиту арестованного студента-художника болгарина Мирчо Коленкоева. Вызовы С. Н. Ивашова-Мусатова на допросы в НКВД.
1941—1943. Работа копиистом и художницей-оформительницей в художественном комбинате.
1943. Вступление в Московское отделение Союза художников (МОСХ). Преподавательская работа в художественной студии ВЦСПС.
1945. Развод с Ивашовым-Мусатовым. Брак с Даниилом Андреевым.

### Аресты. Дело Д. Андреева
1947, 21 апреля. Арест Д. Андреева по доносу. Приговор Особого Совещания при МГБ: 25 лет тюремного заключения.
1947, 23 апреля. Арест А. А. Андреевой. Обыск. 13 месяцев следствия на Лубянке. Обвинения в антисоветской агитации (ст. 58-10), в участии в контрреволюционной группе (ст. 58-11), в подготовке террористического акта — убийства Сталина (58-8). Содержание в тюрьме.
1948. Перевод в Лефортовскую тюрьму по личному приказу министра внутренних дел В. С. Абакумова. Шесть месяцев следствия и допросов. Приговор Особого Совещания при МГБ: 25 лет лагерей строгого режима.
1949. Этап в Потьму (Мордовия), 13-й лагпункт. Прибытие в лагерь.
1949—1956. Работа в лагере на швейной фабрике, в библиотеке, оформителем, в КВЧ (культурно-воспитательная часть). Участие в художественной самодеятельности (концерты, спектакли). Переписка с Д. Андреевым и матерью.
1956. Освобождение. Справка о снятии судимости. Разрешение на проживание в Москве. Возвращение в Москву. Встреча с родителями и друзьями. Восстановление в МОСХе. Поездки во Владимирскую тюрьму на свидания с мужем. Хлопоты о пересмотре его дела. Направление Д. Андреева на экспертизу в Институт судебно-медицинской экспертизы им. Сербского в Москву.
1957, 23 апреля. Освобождение Д. Андреева из заключения.
1957, 4 июля. Реабилитация Д. Андреева. Жизнь в Москве. Болезнь Д. Андреева. Завершение им работы над книгой «Роза мира».
1959, 30 марта. Смерть Д. Андреева в Москве. Похоронен на Новодевичьем кладбище.

### После смерти Д. Андреева
1971—1985. Работа А. А. Андреевой в графической секции МОСХа. Участие в выставке художников-графиков. Первый творческий вечер в Доме художника в Москве. Попытки издать стихи и поэмы Д. Андреева. Брак с Е. И. Белоусовым — инженером-конструктором по профессии, отбывавшим срок в Воркуте по делу Д. Андреева.
1985. Первая публикация стихов Д. Андреева в журнале «Звезда». Знакомство с бывшими политзаключёнными, осужденными в 1967 во время учёбы на гуманитарных факультетах Ленинградского университета за принадлежность к Всероссийскому союзу освобождения народа.
1986. Осквернение могилы Д. Андреева. Восстановление могилы.
1987. Поездка в Париж по частному приглашению. Чтение на поэтических вечерах стихов Д. Андреева.
1988. Участие в поэтических вечерах, посвященных Д. Андрееву, в России.
1990-е. Выход первого издания «Розы мира». Переводы книги на иностранные языки, издание за рубежом. Создание фонда им. Даниила Андреева.
2005. В ночь с 29 на 30 апреля погибла на 91-м году жизни в своей квартире при пожаре в результате отравления угарным газом.

## Память
Похоронена 5 мая 2005 года на Новодевичьем кладбище, рядом с мужем.

В рамках цикла программ «Больше, чем любовь» канала «Культура» о А. А. Андреевой и Д. Андрееве был снят фильм «Даниил и Алла», показанный в 2005 году. Фильм повторно вышел в эфир в день её столетней годовщины и вошёл в коллекцию онлайн-журнала «Контрабанда» «Чтобы помнили»: 
Думала: меня теперь трудно чем-то удивить; но эта история как сгусток какой-то непознанной, неподвластной мистической энергии. И ни при чём, даже почти не нужна, необходимость в поступательном развитии цивилизации, когда рядом жили эти два удивительнейших Человека. Единство духа, единение тел, трепетность заботы и сбережения друг друга. Пример того, как через суету каждодневности можно прийти к высотам Любви. Это как через любовь приходишь к тому, что больше неё — священодейство веры и верности. (Из комментариев телезрителей к фильму)
В 2005 году в кинопроекте «Под солнцем» студии «Киноконтакт» актриса и режиссёр Галина Яцкина сняла документальный фильм «Даниил и Алла»..
К столетию художницы прошли вечера памяти в доме-музее А. М. Горького и в ЦДЛ.